# Tyrifjorden Rundt
Die Tyrifjorden Rundt war ein norwegischer Wettbewerb im Straßenradsport.

## Geschichte
Die Tyrifjorden Rundt (Rund um den Tyrifjord) wurde 1949 begründet und fand mit Unterbrechungen bis 2015 statt. Das Rennen hatte 38 Ausgaben. Es wurde in der Regel als Eintagesrennen gefahren. Nach einer längeren Unterbrechung fand das Rennen 2014 und 2015 als Etappenrennen mit drei Tagesabschnitten, die einzeln gewertet wurden, statt.
Die Strecke führte von Oslo um den Tyrifjord zurück nach Oslo. Später wurde das Rennen als Veranstaltung für Freizeitsportler fortgeführt. Veranstaltet wurde das Rennen vom Verein IK Hero aus Oslo.

## Sieger
- 1949  Erling Kristiansen
- 1950  Reidar Nilsen
- 1951  Lorang Christensen
- 1952  Aage Myhrvold
- 1953  Erling Kristiansen
- 1954  Erling Kristiansen
- 1955  Aage Kjelstrup
- 1956  Per Digerud
- 1957  Per Digerud
- 1958  Per Digerud
- 1959  Fredrik Kveil
- 1960  Fredrik Kveil
- 1961 nicht ausgetragen
- 1962  Per Digerud
- 1963  Benny Thorstensson
- 1964  Johan Magne Wiig
- 1965  Sture Pettersson
- 1966  Jan Åke Eek
- 1967  Erik Pettersson
- 1968  Gösta Pettersson
- 1969  Ørnulf Andresen
- 1970  Asbjørn Berger
- 1971  Arve Haugen
- 1972  Tom Martin Biseth
- 1973  Åge Wold Størdals Blink
- 1974  Thorleif Andresen
- 1975  Jørgen Emil Hansen
- 1976  Svein Langholm
- 1977  Jan Georg Iversen
- 1978  Verner Blaudzun
- 1979  Ole Kristian Silseth
- 1980  Hans Petter Ødegård
- 1981  Hans Petter Ødegaard
- 1982  Terje Gjengaar
- 1983  Tom Pedersen
- 1984  Atle Pedersen
- 1985  Atle Pedersen
- 1986  Terje Gjengaar
- 1987  Arild Andersen
- 1988–2013 nicht ausgetragen
- 2014  Martin Paul Hoff
- 2015  Sindre Haugsvær